# まんがの森
まんがの森（まんがのもり）は、白夜書房の系列会社である宣伝ルーム（現：SHINWA）が経営していた、漫画専門の書店である。漫画専門書店としては草分け的存在だった。2013年2月の上野店閉鎖をもって全店が閉店した。

## 歴史
前身はセルフ出版が経営していたビニ本屋「セルフの店」。後に白夜書房がセルフ出版を吸収し、発展的にまんがの森となった。
1984年10月1日に新宿店を開店して以降、東京近郊を中心に店舗展開を開始。当初は後に「成人マーク」付きコミックスと言われるようになる親会社の出版物である男性向け美少女コミックスを多く扱っており、1980年代には成人向け漫画の半ば「聖地」として扱われていた。後に東京三世社などの出版社がアンテナショップを出店するきっかけともなった。
その後、成人向け漫画が社会問題となったために取り扱いを中止し、一般・女性向けコミックスを中心にしたごく普通の漫画専門店に方向転換した。しかし、長らくあった「マーク付きの“聖地”」的なイメージを払拭するための展開を積極的に行わなかったため、その手の客から逆に「欲しい本が置いてない店」という誤解を受ける結果となり、この親会社の出版物を販売できない子会社への方向転換は後々まで大きな足かせとなった。
1990年代に入ると出版業界がメディアミックス展開を開始。この影響でコミックスや小説だけでなく、関連ビデオ、CD、後にゲーマーズを出店することになるブロッコリーの商品や、ガイナックスが独自に販売していた絵コンテなどをグッズの受託販売なども始める。
また、このころより海外コミックス・フィギュアなどの輸入販売を開始。日本の中堅漫画家の原画を使用したオリジナルのスペイン製ポスターを逆輸入販売するなどし、販路を拡大。やがてアメリカンコミックの映画化、キャラクターの格闘ゲーム参入などで海外コミックがブームとなり、大手出版社もそれに追随するように版権を購入して販売を開始。まんがの森の方針は時代を先取りした取り組みだった。
一方で、洋販よりは安かったが30ページ程度の1話収録で500円以上と商品の単価が高かったうえ、日本では英文を読む目的というより芸術作品的発想で購入する人が多く、一部の人気漫画家の作品以外売れなかった上に、市場調査をせず全店舗で同じ展開をしたため、在庫が山となり、経営を圧迫することとなった（もっとも、輸入販売の企画担当者であった印口崇によると「アメコミで赤字は出していなかった」とのこと）。そのため、後に店舗面積の広い町田店、外人や芸能人の来店の多い渋谷店に集約させた。最盛期には10店舗以上を展開していたが、2013年2月28日の上野店閉鎖をもって全店が閉店した。
かつてのイメージキャラクターはCMにも出演した飯島愛。1990年代後半には『天地無用!』などのアニメのスポンサーとなり、そのキャラクターをCMに使用していた時期もあり、このつながりで横山智佐主演ビデオも受託販売していた。また、初期に出店した店舗には桜玉吉の描いた「べるの」や山本貴嗣などのキャラクターによる看板が使用されていた。

## 店舗

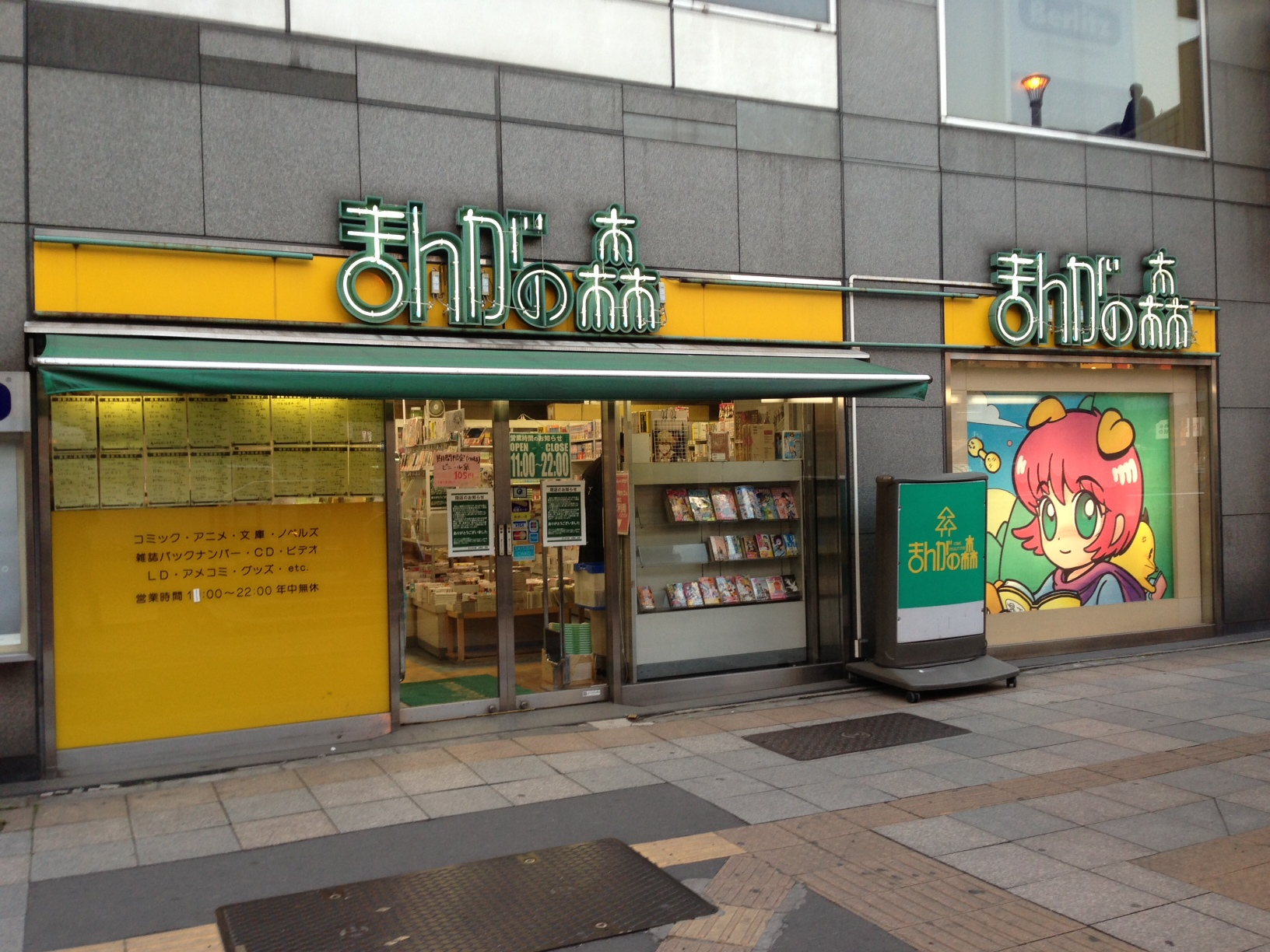
上野店前景
（2013年2月28日）
右の看板のキャラクターが「べるの」である。

新宿店
JR新宿駅南口から甲州街道沿いに行った所に立地。2002年10月15日閉店。セルフ出版時代に経営していたビニ本屋「セルフの店」を改装した1号店で、事実上の「本店」として扱われていた。初代店長は印口崇（おしぐちたかし、のち徳間書店・復刊ドットコム）
高田馬場店
高田馬場駅戸山口前に立地。コアマガジンの直営店「コアブックス」に移行。後にコアブックスは2009年4月3日に池袋に移転。跡地にはBOOK OFF高田馬場店が入っていた。
吉祥寺店
1988年2月開店、2005年8月14日閉店。駅前の吉祥寺MRビルB1Fに存在。営業時間の間は看板は1階に出ていた。まんがの森では一番小さな店舗だった。
池袋店
東急ハンズ裏手に立地。時々原画展を行っていた。漫画家のサインが飾ってあった。2009年4月2日閉店。高田馬場から移転という名目で2009年4月3日に「コアブックス」に移行、2013年1月末日に閉店。その後はK-BOOKS店舗
津田沼店
2000年閉店。
上野店
JR上野駅正面玄関口近くの上野新高ビル1階。2013年2月28日閉店。
町田店
1996年11月23日に町田レガロビル2Fに移転。2009年5月6日閉店。
渋谷店
のちにアメリカンコミック専門店「THE COMIX」へ移行。THE COMIXは2006年5月店舗閉店、2007年サイト通販終了。
横浜西口店
東急ハンズの裏側に存在。2007年8月19日閉店。
大宮店
大宮駅西口、スクランブル交差点そば。2005年8月14日閉店。
川越店
商店街「サンロード」内のビル2階。1997年1月19日閉店。
本店（高田馬場）
2007年7月29日閉店。最後に出店したが「本店」を名乗っていた。白夜書房本社ビルの1階に立地し、地下にはイベントスペースがあった。

## スポンサー番組またはタイアップ
初期のCMにおいてはオリジナルソング「まんがらりん」が使われており、飯島愛や『天地無用!』のキャラクターが歌っていた。なお最後の「来てみろりん」のフレーズは、その後のCMでも使用された。
テレビアニメ作品（いずれもテレビ東京系にて放映）
- 天地無用!
- 爆れつハンター
- VS騎士ラムネ&40炎
- セイバーマリオネットJ

OVA作品
- マスターモスキートン

ラジオ番組
- まんがの森シアター ポリケロののわぁんちゃってSAY YOU!（文化放送）
  - 作家・脚本家のあかほりさとるが声優・水谷優子とともにパーソナリティを務めた。当店降板後は単に『ポリケロののわぁんちゃってSAY YOU!』となり、東放学園筆頭の複数社スポンサー番組として放送。
- 米光美保 ハートのキャピトン（TBSラジオ）

その他
- 飯島愛 - かつてのCMに出演（テレビ・ラジオともに）。